# Eriopyga usticolor
Eriopyga usticolor är en fjärilsart som beskrevs av George Francis Hampson 1918. Eriopyga usticolor ingår i släktet Eriopyga och familjen nattflyn. Inga underarter finns listade i Catalogue of Life.